# David Clennon
David Clennon (Waukegan, 10 mei 1943) is een Amerikaans acteur.

## Biografie
Clennon heeft van 1962 tot en met 1965 gestudeerd aan de Universiteit van Notre Dame in Notre Dame (Indiana) (een plaats in St. Joseph County (Indiana)). Op deze universiteit begon hij met acteren in toneelstukken van het schooltoneel. Hierna heeft hij gestudeerd aan de Dramaschool van de Yale-universiteit in New Haven (Connecticut).
Clennon begon in 1969 met acteren in de televisieserie NET Playhouse, waarna hij nog in meer dan 130 televisieseries en films speelde. In 1993 won hij een Daytime Emmy Award voor zijn rol in de televisieserie Dream On, en in 1999 won hij een Satellite Award voor zijn rol in de televisieserie From the Earth to the Moon.
Clennon is in 1996 getrouwd en heeft twee kinderen. Hij woont met zijn gezin in Los Angeles.

## Filmografie

### Films
Selectie:
- 2015 Vacation - als Harry de copiloot
- 2014 Gone Girl - als Rand Elliott
- 2011 J. Edgar – als senator Friendly
- 2006 Flags of Our Fathers – als medewerker Witte Huis
- 2005 Syriana – als Donald
- 1985 Sweet Dreams – als Randy Hughes
- 1984 Falling in Love – als Brian Gilmore
- 1983 The Right Stuff – als Liason Man
- 1983 Star 80 – als Geb
- 1982 The Thing – als Palmer
- 1982 Missing – als Phil Putnam
- 1979 Being There – als Thomas Franklin

### Televisieseries
Selectie:
- 2022 Undertow: Narcosis - als Clyde - 7 afl.
- 2018 Code Black - als kolonel Martin Willis - 4 afl.
- 2014 House of Cards – als Ted Havemeyer – 2 afl.
- 2011 Weeds – als Charles – 2 afl.
- 2009-2010 Ghost Whisperer – als Carl the Watcher – 8 afl.
- 2006 Saved – als Dr. Martin Cole – 13 afl.
- 2004 LAX – als Ralph Gravis – 3 afl.
- 2001-2003 The Agency – als Joshua Nankin – 45 afl.
- 2000-2001 Once and Again – als Miles Drentell – 10 afl.
- 1998 From the Earth to the Moon – als Lee Silver – 2 afl.
- 1995-1997 Almost Perfect – als Neal Luder – 34 afl.
- 1989-1991 thirtysomething – als Miles Drentell – 22 afl.
- 1981 Park Place – als Jeff O'Neill – 4 afl.

- Biblioteca Nacional de España: XX1470308
- Gemeinsame Normdatei: 1178494896
- International Standard Name Identifier: 0000 0003 7461 0058
- Library of Congress Control Number: n86025736
- MusicBrainz: c1a059fa-75e8-4aa7-9a14-cbe8264250bf
- Nationale Bibliotheek van Tsjechië: xx0097369
- Nationale Bibliotheek van Israël: 987007442634205171
- Nationale Bibliotheek van Polen: a0000002243853
- Système universitaire de documentation: 197359639
- Virtual International Authority File: 90613791
- WorldCat: E39PBJyrVyBfJfFqFVrPtgcgKd